# Biała (rejon żółkiewski)
Biała – dawna wieś na Ukrainie, która leżała bezpośrednio na południowy zachód od Magierowa.
W II Rzeczypospolitej do 1934 samodzielna gmina jednostkowa (Biała Piaskowa i Biała Murowana). Następnie wieś należała do zbiorowej wiejskiej gminy Magierów w powiecie rawskim w woj. lwowskim. 
W kwietniu 1944 nacjonaliści ukraińscy z OUN-UPA zamordowali tutaj 6 Polaków.
Po wojnie wieś weszła w struktury administracyjne Związku Radzieckiego. Obecnie jest podzielona między dwa rejony – żółkiewski i jaworowski w obwodzie lwowskim.